# Виньків
Виньків (рос. Виньков) — колишній хутір у Гладковицькій волості Овруцького повіту Волинської губернії та Товкачівській сільській раді Овруцького району Коростенської й Волинської округ.

## Населення
У 1923 році, разом із хуторами Костюків Ліс та Норбертів, налічувалося 387 мешканців, дворів — 78.

## Історія
До 1923 року — хутір Гладковицької волості Овруцького повіту Волинської губернії. У 1923 році включений до складу новоствореної Товкачівської сільської ради, яка 7 березня 1923 року увійшла до складу новоутвореного Овруцького району Коростенської округи. Розміщувався за 6,5 версти від районного центру, міста Овруч, та 5 верст — від центру сільської ради, села Товкачі.
Знятий з обліку населених пунктів до 1 жовтня 1941 року.